# 菊川 (酒造メーカー)
菊川株式会社（きくかわ、英: Kikukawa Co.,Ltd.）は、岐阜県各務原市に本社を置く日本の醸造企業である。

## 概要
創業 1871年（明治４年）岐阜県稲葉郡鵜沼町（現：各務原市鵜沼西町）において、武藤嘉左衛門が酒造業経営を始める。
1920年（大正9年）武藤醸造合資会社を設立し武藤嘉門が代表者となる。
1944年（昭和19年）大垣出蔵を菊川酒造株式会社とし武藤嘉一が代表者となる。
1964年（昭和39年）菊川株式会社と商号変更する。
2014年（平成26年）5月1日に株式会社ヒシノ（同年4月30日に菊川株式会社（旧社）より商号変更）が、会社分割の方法により酒造事業を承継する分割承継会社の全株式を(株)神戸物産へ譲渡。
過去は「菊川」（きくかわ）や「篝火」（かがりび）の銘柄で清酒を製造・販売。現在は、清酒、甲類焼酎、乙類焼酎、リキュール類、みりん・料理酒・みりん風調味料、米糀なども製造販売する。

## 沿革
- 明治時代 - 豆蔵・一号倉庫・二号倉庫を建築。
- 1920年（大正9年）頃 - 本蔵を建築。
- 2014年（平成26年）5月1日 - 岐阜南税務署より菊川に酒類製造免許が下付される。株式会社ヒシノ（旧社名：菊川株式会社）から会社分割の方法により酒造事業を承継する分割承継会社の全株式を、神戸物産へ譲渡。岐阜南税務署から酒類免許を下付され、酒類製造事業を開始[1]。
- 2006年（平成18年）12月1日 - 本蔵・豆蔵・一号倉庫・二号倉庫が各務原市景観重要建造物に指定された。
- 2007年（平成19年）5月15日 - 本蔵・豆蔵・一号倉庫・二号倉庫が登録有形文化財に登録された[2][3][4]。

## 登録有形文化財
- 菊川酒造本蔵
  - 年代：大正9年ごろ
  - 構造及び形式：土蔵造2階建、瓦葺、建築面積335ｍ2
- 菊川酒造豆蔵･･･※2022年(令和４年)8月 老朽に伴い解体
  - 年代：明治初期
  - 構造及び形式：土蔵造2階建、瓦葺、建築面積184ｍ2
- 菊川酒造一号・二号倉庫
  - 年代：明治後期
  - 構造及び形式：土蔵造2階一部平屋建、瓦葺、建築面積118ｍ2
- 登録年月日：2007年(平成19年)5月15日
- 所在地：岐阜県各務原市鵜沼西町1-543

## 銘柄
- ＜酒＞ ・清酒　菊川  ・菊川の鬼ころし  ＜焼酎＞  ・菊川うまい焼酎  ・本格芋焼酎　黒嘉門  ・本格麦焼酎　麦嘉門  ・甲乙混和焼酎　芋いち  ・甲乙混和焼酎　神秘の響  ・ホワイトリカー35％  ＜みりん＞  ・菊川の本みりん  ＜リキュール＞  ・レモンサワーの素  ・グレープフルーツサワーの素  ・コーラサワーの素  ・しっかり味わいの梅酒  ＜調味料、食品＞  ・菊川の料理酒  ・菊川の和風みりんタイプ  ・菊川の米糀  ・菊川の塩こうじ